# Vasilij Petrovič Preobraženskij
Vasilij Petrovič Preobraženskij (in russo Василий Петрович Преображенский?; 1864 – Mosca, 1900) è stato un filosofo e critico letterario russo.
A partire dal suo articolo Fridrich Nicše: Kritika morali al'truizma, apparso sulla rivista Voprosy Filosofii i Psichologii, si aprì in Russia il dibattito sulla vita e l'opera di Friedrich Nietzsche. Preobraženskij definiva il pensatore come il più grande scrittore tedesco dopo Heinrich Heine: si scopriva attratto in modo particolare dalle sue idee sulla volontà di potenza.
Gli editori della rivista non stentarono a prendere distanza dagli scomodi apprezzamenti del loro collaboratore, prima di tutto attraverso una nota stampata insieme all'articolo, dove il Nietzsche pensatore e scrittore d'ingegno viene accusato a partire dal suo odio per la religione e il Cristianesimo. Preobraženskij, ben lontano dal considerare Nietzsche come un mero sintomo della decadenza dell'Occidente (come invece sarebbe avvenuto poco più tardi), non lesinava audaci comparazioni con Pascal, La Rochefoucauld, Leopardi, Schopenhauer, Herzen.
La sua interpretazione, pertanto, individuava alla radice delle convinzioni di Nietzsche una vita che è base della morale, e non viceversa: la morale convenzionale infatti ostacola gli impulsi creativi del superuomo, e per Preobraženskij esiste una profonda relazione tra la morale positiva di Nietzsche e la sua critica all'altruismo. L'articolo del giovanissimo filosofo (in quell'anno appena ventottenne) fu destinato ad aprire un dibattito precoce che favorì e inaugurò la complessa e controversa interpretazione del filosofo tedesco in ambito russo, precedendo nel tempo anche l'avvio delle prime traduzioni.
| Controllo di autorità | VIAF (EN) 311364474 · ISNI (EN) 0000 0004 3908 0263 |